# Martin Hein

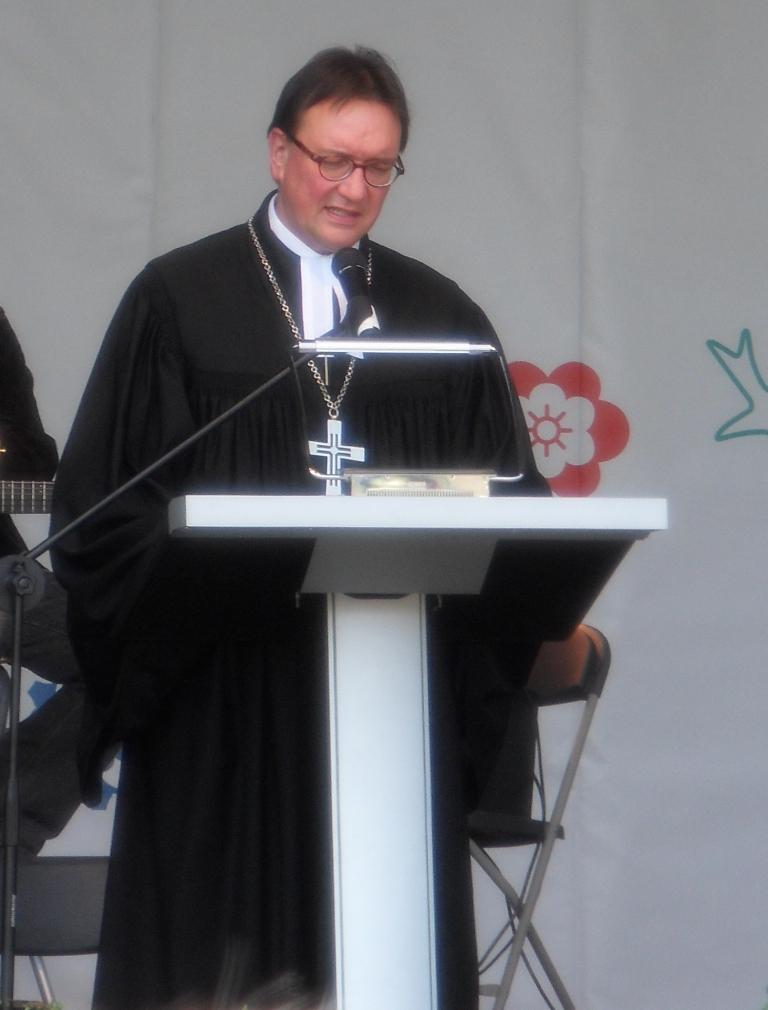
Martin Hein bei dem ersten Gottesdienst auf der Landesgartenschau Bad Nauheim 2010

Martin Hein (* 6. Januar 1954 in Wuppertal) ist ein deutscher evangelischer Theologe und ehemaliger Bischof der Evangelischen Kirche von Kurhessen-Waldeck.

## Leben
Hein studierte Rechtswissenschaften in Frankfurt am Main und Erlangen (1972–1975) und Evangelische Theologie in Erlangen und Marburg (1975–1979). Nach der Promotion zum Doktor der Theologie 1982 und dem Vikariat in Kassel-Oberzwehren (1982–1984) wurde Hein 1984 ordiniert. Anschließend war er Gemeindepfarrer in Grebenstein (1984–1989), bevor er zum Studienleiter am Evangelischen Predigerseminar in Hofgeismar berufen wurde (1989–1994).
Von 1995 bis 2000 war Hein Dekan des Kirchenkreises Kassel-Mitte. Vom 1. September 2000 bis zum 29. September 2019 war er als Nachfolger von Christian Zippert Bischof der Evangelischen Kirche von Kurhessen-Waldeck. Seine Nachfolgerin ist Beate Hofmann.
2002 wurde er Vorsitzender des Vorstands der Evangelischen Studiengemeinschaft e. V. (FEST) in Heidelberg. Seit 2003 ist er Mitglied des Zentralausschusses des Ökumenischen Rates der Kirchen. Seit 2008 hat er auf evangelischer Seite den Vorsitz im Ökumenischen Arbeitskreis evangelischer und katholischer Theologen inne.
Seit 2002 gehört Hein zum Autorenkreis der Internetplattform Göttinger Predigten im Internet.
2014 wurde Hein als Nachfolger von Wolfgang Huber in den Deutschen Ethikrat berufen.
Im August 2018 wurde Hein von der Hessischen Landesregierung in den Rat für Digitalethik berufen.
Ab März 2020 leitet Hein als Vorsitzender den neu einberufenen Klimaschutzrat der Stadt Kassel.

## Wissenschaftliche Laufbahn
Hein war wissenschaftlicher Mitarbeiter an der Reformationsgeschichtlichen Forschungsstelle Erlangen (1979–1982) und wurde 1982 zum Dr. theol. promoviert.
Er habilitierte sich im April 2000 am Fachbereich Erziehungswissenschaft/Humanwissenschaften der Universität Kassel (Evangelische Theologie/Religionspädagogik: Schwerpunkt Kirchengeschichte).
Im Oktober 2005 ernannte die Universität Kassel Hein zum Honorarprofessor. Seit 2002 ist er Mitglied der Historischen Kommission für Hessen.

## Schriften (Auswahl)
- Lutherisches Bekenntnis und Erlanger Theologie im 19. Jahrhundert. Gütersloher Verlagshaus Mohn, Gütersloh 1984, ISBN 978-3-57900-116-6 (zugleich: Universität Erlangen-Nürnberg, theol. Diss., 1982).
- Weichenstellungen der evangelischen Kirche im 19. und 20. Jahrhundert. Beiträge zur Kirchengeschichte und Kirchenordnung. De Gruyter, Berlin 2009, ISBN 978-3-11-020530-5.
- Gott entdecken. Biblische Begegnungen. Evangelische Verlagsanstalt, Leipzig 2011, ISBN 978-3-374-02874-0.
- Theologie in der Gesellschaft. Aufsätze zur öffentlichen Verantwortung der Kirchen. Evangelische Verlagsanstalt, Leipzig 2014, ISBN 978-3-374-03904-3.
- Theologie in der Gesellschaft. Band 2: Bischofsberichte 2000-2018. Evangelische Verlagsanstalt, Leipzig 2019, ISBN 978-3-374-05826-6
- Interventionen. Predigten im Spannungsfeld von Kultur und Kirche. Radius-Verlag, Stuttgart 2025, ISBN 978-3-87173-594-3

Als Herausgeber
- Die Rundbriefe des Bruderbundes Kurhessischer Pfarrer und der Bekennenden Kirche Kurhessen-Waldeck 1933–1935, Hessische Kirchengeschichtliche Vereinigung, Darmstadt/Kassel 1996, ISBN 978-3-931849-00-9.
- Ein Jahrhundert Predigerseminar in Hofgeismar 1891–1991. Festschrift anläßlich des hundertjährigen Bestehens, Verlag Evangelischer Presseverband, Kassel 1991, ISBN 978-3-920310-78-7.
- Hans-Gernot Jung, Rechenschaft der Hoffnung. Gesammelte Beiträge zur öffentlichen Verantwortung der Kirche, Elwert, Marburg 1993, ISBN 978-3-7708-1010-9.